# Repartidor de costes

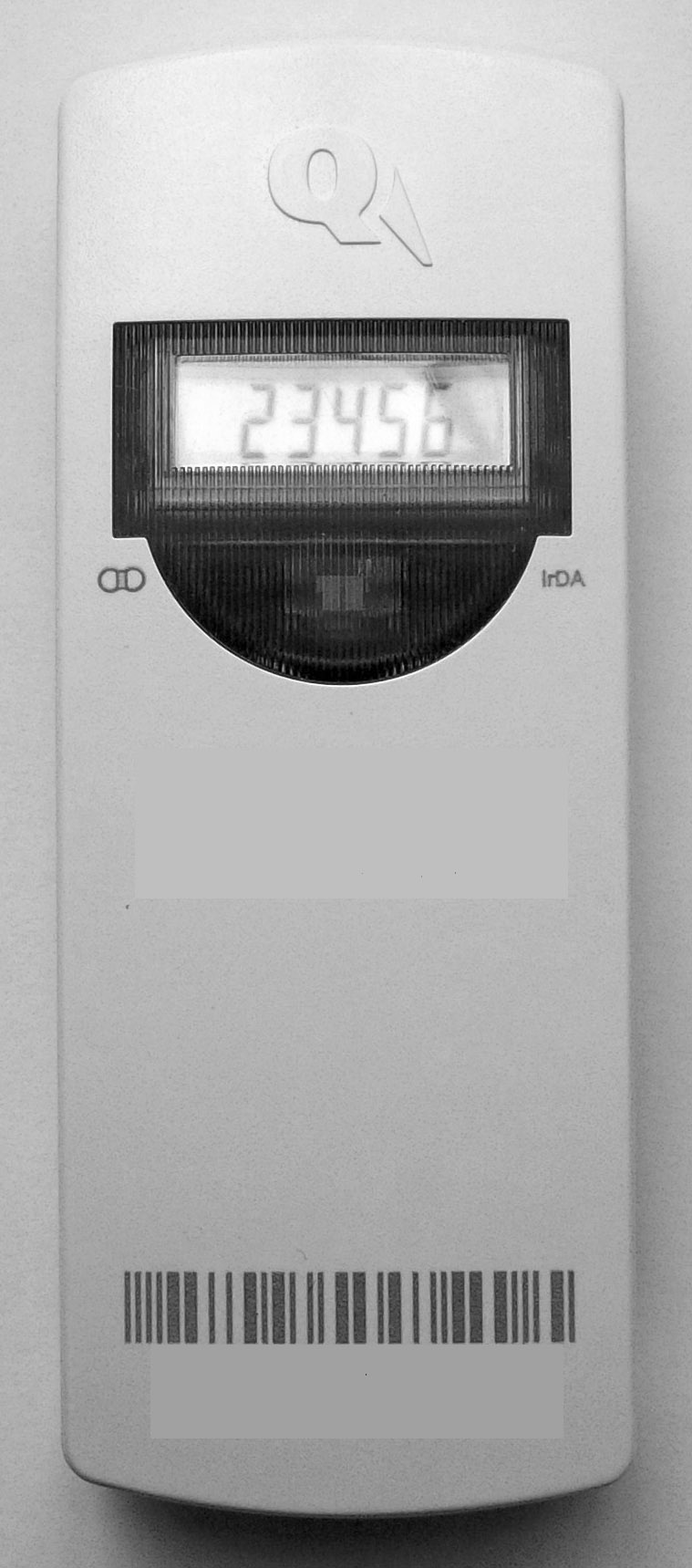
Repartidor de costes de calefacción electrónico de doble sensor de temperatura y comunicación por radio.

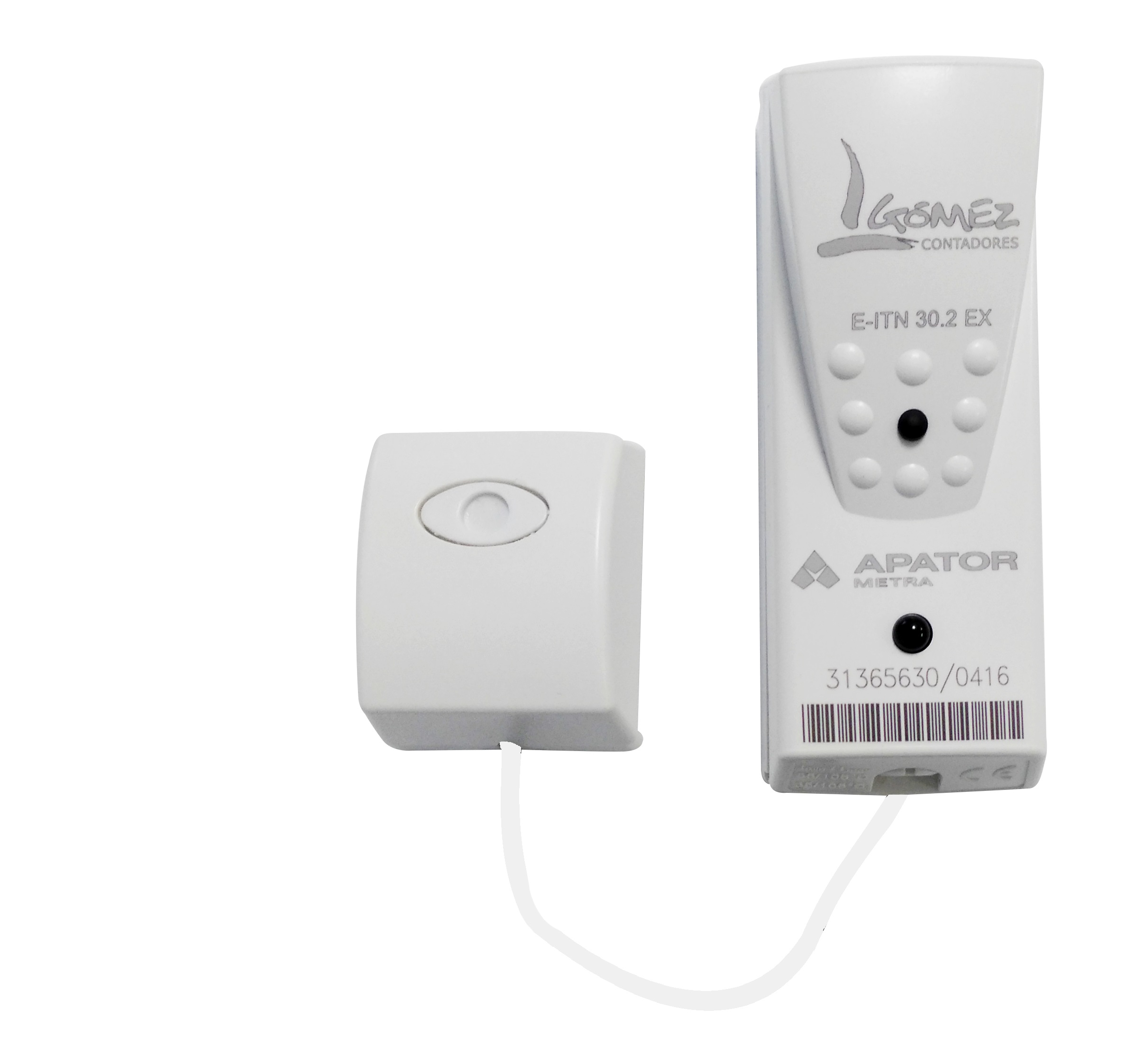
Repartidor de costes de calefacción con sonda externa, y precinto anti manipulación en sonda externa

Un repartidor de costes de calefacción (rcc), distribuidor, asignador de gastos a veces denominado repartidor de calor o calorímetro, es un dispositivo instalado en cada unos de los radiadores de cada vivienda de los edificios con instalación de calefacción centralizada con circuitos verticales o en columnas que permiten el cálculo de la potencia calorífica transferida por el radiador y por tanto el reparto de gastos en calefacción.
Los repartidores de costes no son un instrumento de medida directo de coste económico o consumo de calor (contador de calor), sino un aparato que registra pasos o unidades de cuentas inespecíficas (uc-ucas) relacionadas con las diferencias de temperaturas (ambiente y radiador) durante el período de tiempo establecido (diario, semanal o mensual). Esos pasos o unidades deben multiplicarse por un factor individual o número k -que tiene en cuenta los datos técnicos del modelo de radiador: potencia del radiador, transferencia de calor, tamaño, número de elementos- en datos reales del consumo de calor individualizado de cada radiador lo que permite calcular el consumo de cada vivienda así como del total de viviendas en los sistemas de calefacción centralizada o comunitaria lo que nos ayuda a hacer un uso más eficiente de la calefacción, y por tanto un ahorro en la factura.
Con el objeto de disminuir el consumo y reducir las emisiones de dióxido de carbono(CO2), la Directiva de Eficiencia Energética de 2012 obliga, en Europa, a la instalación de dispositivos que permitan la distribución de costes en instalaciones de producción de calor centralizadas. En España, la publicación del Real Decreto 736/2020, de 4 de agosto, por el que se regula la contabilización de consumos individuales en instalaciones térmicas de edificios hace efectiva la transposición de la norma europea estableciendo la obligatoriedad de instalación de los equipos de medidas cuando sea técnicamente viable y económicamente rentable.

## Composición y funcionamiento del repartidos de costes de doble sensor

### Tipos y mecanismos de los repartidores de costes de calefacción
Los nuevos repartidoresde costes de calefacción más extendidos en los últimos años son los electrónicos, con uno o dos termosensores electrónicos y un microcontrolador que permiten calcular las unidades de consumo de calor del radiador por las temperaturas del radiador y el aire en la habitación. 
Inicialmente los repartidores de costes eran evaporativos y capilares, donde un líquido calibrado especial en un tubo capilar registra la potencia calorífica total del radiador. La aparición de los repartidores electrónicos está expulsando del mercado a los evaporativos ya que son menos fiables a temperaturas bajas y necesitan un mayor mantenimiento y seguimiento.

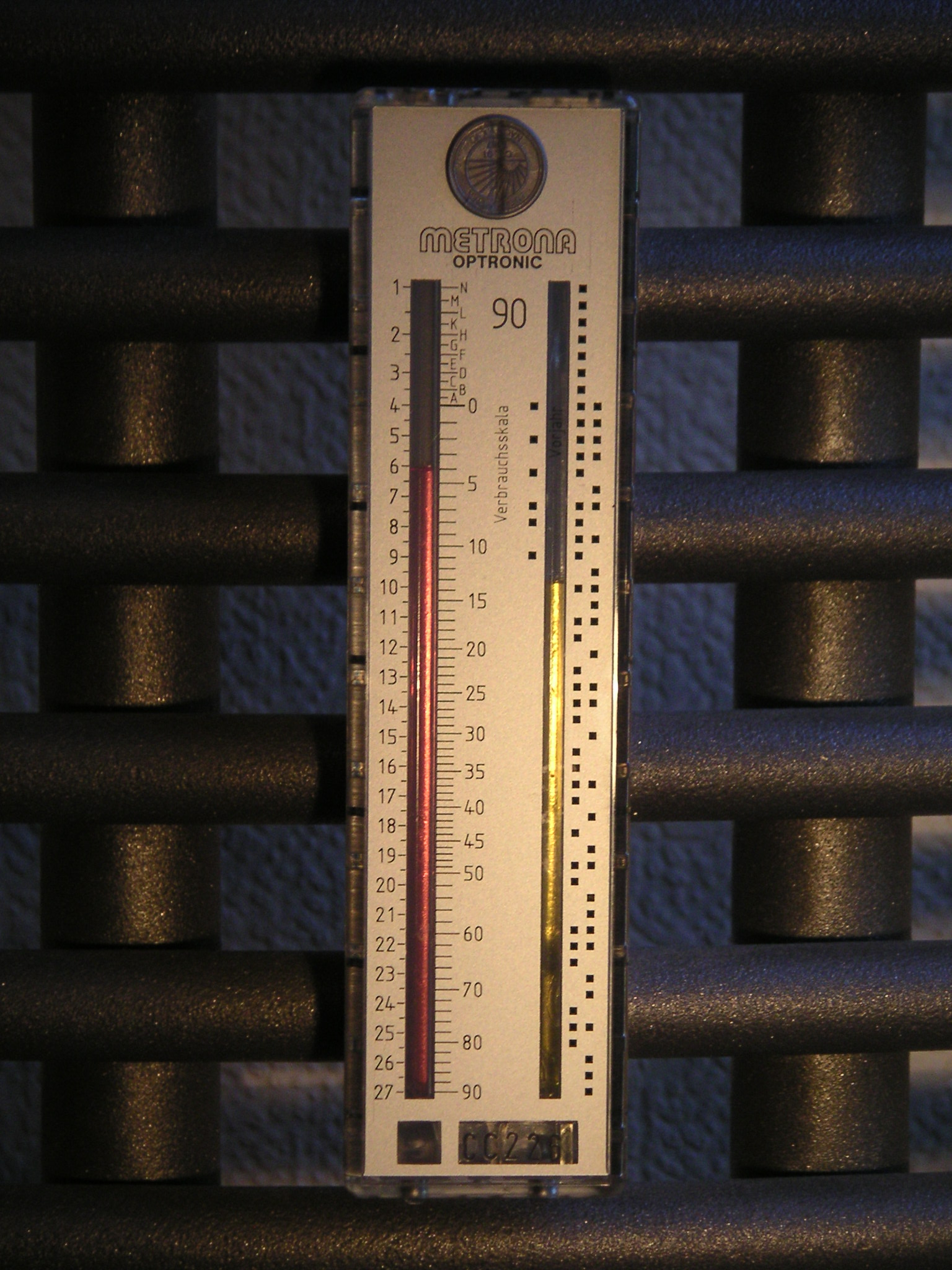
Asignador de costes de calefacción capilar por evaporación. A la derecha el tubo capilar del año anterior, a la izquierda el tubo capilar de consumo con dos escalas: la izquierda es la escala de control, la derecha muestra el consumo; en su parte superior (sobre el punto cero) se pueden ver doce líneas para la evaporación en frío.

Los repartidores de costes de calefacción electrónicos suelen tener una parte trasera, generalmente de metal, que está em contacto con el radiador (conducción del calor por conductividad térmica) y que permite establecer la temperatura del radiador, y una parte delantera, unida a la parte trasera en bloque, que suele ser de plástico y contiene un dispositivo de detección de la temperatura ambiente externa de la estancia o habitación.
El repartidor posee además una memoria que almacena periódicamente las unidades o pasos contabilizados, una unidad de conexión inalámbrica de radio -para transmitir esa información al centro de datos del sistema-, y una pila de botón de larga duración que permite al repartidor funcionar durante unos 10 años sin necesitar, en principio, ningún otro mantenimiento. A los 10 años se considera que el aparato ha llegado a su vida útil. Los repartidores deben de cumplir la norma UNE 834.

### Funcionamiento y medición del repartidor de costes
La diferencia de temperatura entre el radiador (conectado por la parte trasera del repartidor) y el sensor de temperatura ambiente (ubicado en la parte delantera) es registrada constantemente conformando una integral que permite conocer la cantidad de calor transferido y por tanto el consumo por unidad de tiempo. Esos datos se completarán con el factor individual de cada radiador para conocer su consumo. El repartidor solamente mide cuando hay una diferencia de temperatura entre el radiador y la temperatura ambiente (normalmente de 4 °C) y cuando el radiador está por encima de los 29 °C. También mide si la temperatura ambiente es mayor de 40 °C por lo que en zonas donde se puedan alcanzar dichas temperaturas en veranos hay que tenerlo en cuenta.

## Liquidación o facturación de gastos de calefacción
Los consumos contabilizados de todos los radiadores de cada vivienda se reflejan el la liquidación de gastos de calefacción. 
Los repartidores de costes deben ser idénticos en cada instalación y deben estar homologados. Los repartidores electrónicos pueden programarse para incorporar los datos de cada radiador evitando así hacer conversiones posteriores de factor individual.
Los repartidores permiten que cada vecino conozca el consumo exacto de calefacción de su vivienda. Para lo cual se debe conocer el gasto total (combustible, electricidad y mantenimiento) y calcular que porcentaje de esos gastos se reparte por cuota de participación (superficie de la vivienda) y que parte se reparte como variable o consumo.

### Términos fijo y variable
- El término o parte fija es el coste repartido entre los vecinos de aquellos gastos que se consideran fijos al sistema de calefacción centralizado. Este término suele estar entre un 25 y un 50% del total de gastos de calefacción (combustible, electricidad, mantenimiento), dependiendo de las zonas geográficas -más cálidas, con el porcentaje más bajo, o más frías, con el porcentaje más alto-. Este reparto es realizado por coeficiente (superficie de cada vivienda). En España el Real Decreto 736/2020, por el que se regula la contabilización de consumos individuales en instalaciones térmicas de edificios establece el término fijo entre el 25 y el 40%.[15]
- El término o parte variable es el coste de la calefacción consumida por todos los vecinos, que es a su vez la suma del consumo de cada uno de los radiadores instalados en cada vivienda. Se suele asignar entre un 50% y un 75% del coste total. En la liquidación o recibo debe aparecer el consumo de cada radiador de la vivienda. En España el RD 736/2020 establece el término variable entre el 60 y el 75%.[15]

A partir del gasto total y de la división entre fijo y variable, se conoce el número de unidades de calor consumidas (ucas) y el valor de cada una. Posteriormente, se multiplica por el número de ucas de cada radiador que, sumadas, nos darán el consumo total de la vivienda y su gasto económico.

## Modelos de repartidores de calor
Lo más habitual son los repartidores de doble sensor (temperatura de radiador y temperatura ambiente) con sistemas de radio y memoria de almacenamiento. Los fabricantes tienen que cumplir las diferentes normativas para que sus instrumentos sean homologados. 

### Sistemas de recogida de lecturas
Cada empresa de gestión de la medición suele ofrecer un modelo de repartidor compatible con la aplicación informática correspondiente de gestión. Cuando el repartidor de costes de calefacción es compatible con otra aplicación -lo que permite cambiar de proveedor de gestión de la medición- se denomina que el sistema de repartidor de costes es un Sistema Abierto No Encriptado 
El protocolo de lecturas SANE es un sistema de comunicación que pretende ser un estándar europeo e internacional, no una solución propiedad de un solo proveedor. Por lo tanto, el sistema de medición de un proveedor para varios fabricantes de contadores. Para el acceso por terceros a un dispositivo SANE de un fabricante o empresa de gestión de la medición, éste debe proporcionar, sin embargo, la versión, el modo y la clave en que dicho dispositivo fue programado. Sin esos datos, fundamentalmente la clave, que queda propietaria de quien lo fabricó o instaló, no es posible acceder a esos datos. En otras palabras, aunque los dispositivos funcionen con el protocolo de lectura abiserta SANE, su instalación puede generar sistemas cautivos.

## Directiva de Eficiencia Energética europea, UNE y española

### Directiva Europea de 2012
La legislación principal en Europa sobre eficiencia energética es la Directiva de Eficiencia Energética de 2012:
- Directiva de Eficiencia Energética (2012/27/UE)[11]

La Directiva de 2012 obliga, en sus artículo 9 al 11, a que todos los edificios que estén dotados de sistemas de calefacción o climatización central tengan que tener instalados dispositivos de medición individuales, repartidores de costes de calefacción en los radiadores o contadores individuales de calefacción.

### Norma UNE EN 834
La norma que rige los repartidores y la medición en la UNE-EN-834.

### Instalaciones térmicas de Edificios - España
Además hay que tener en cuenta la legislación sobre instalaciones térmicas de los edificios:
- Reglamento Instalaciones Térmicas en los Edificios, RITE, 2007, España.[20]

### R.D. de 4 de agosto de 2020 sobre contabilización consumos individuales
El 4 de agosto de 2020 se publicó en España, el Real Decreto 736/2020, por el que se regula la contabilización de consumos individuales en instalaciones térmicas de edificios. Este Real Decreto hace efectiva la transposición de la norma europea (Directiva europea de 2012) estableciendo la obligatoriedad de instalación de los equipos de medidas cuando sea técnicamente viable y económicamente rentable en las zonas climáticas determinadas: C, D y E. Por falta de rentabilidad económica, quedan exceptuadas de instalar sistemas de contabilización individualizada las instalaciones térmicas de calefacción situadas en las zonas climáticas α, A y B, de las definidas en el Documento Básico de Ahorro de Energía de la Parte II del Código Técnico de la Edificación, aprobado por el Real Decreto 314/2006, de 17 de marzo. En este documento se indican las zonas climáticas por provincia y altitud. En general las zonas costeras se corresponden con las zonas A y B, el sur de España con la C y las zonas de las mesetas y montaña con las zonas climáticas D y E.